# تیم ویلتون
تیم ویلتون (انگلیسی: Tim Wylton؛ زادهٔ ۲۷ فوریهٔ ۱۹۴۰) بازیگر اهل بریتانیا است.
از فیلم‌ها یا برنامه‌های تلویزیونی که وی در آن نقش داشته‌است، می‌توان به نفرین پلنگ صورتی، زیر درخت شیر، قهرمان من، پوآرو، تلفات، خیابان کورونیشن و آهنگ اشاره کرد.